# Portunus binoculus
Portunus binoculus - gatunek kraba z rodzaju Portunus.